# Sarah Menezes
Sarah Menezes (Teresina, Brazil, 26. ožujka 1990.) je brazilska judašica. Ona je već prvog dana natjecanja na OI 2012. u Londonu osvojila zlato u ženskoj kategoriji do 48 kg. Time je postala prva Brazilka koja je osvojila zlatnu medalju na olimpijskom natjecanju. U samome finalu je pobijedila rumunjsku judašicu Alinu Dumitru koja je bila braniteljica olimpijskog naslova iz Pekinga 2008.
Sarah je na olimpijskim igrama debitirala 2008. u Pekingu kada je izgubila već u prvome kolu. Nakon toga osvojila je dvije brončane i jednu srebrnu medalju na svjetskim prvenstvima.

## Olimpijske igre

### OI 2012. London
| London 2012.       | London 2012. | London 2012.  | London 2012. |
| Protivnik          | Zemlja       | Uspjeh        | Natjecanje   |
| ------------------ | ------------ | ------------- | ------------ |
| Van Ngoc Tu        | Vijetnam     | 21:2; pobjeda | 1. krug      |
| Laetitia Payet     | Francuska    | 1:0; pobjeda  | 2. krug      |
| Wu Shugen          | Kina         | 11:2; pobjeda | četvrtfinale |
| Charline Van Snick | Belgija      | 1:0; pobjeda  | polufinale   |
| Alina Dumitru      | Rumunjska    | 11:0; pobjeda | finale       |

## Vanjske poveznice
- Judo at the 2012 Summer Olympics – Women's 48 kg